# Dr. Richard
Dr. Richard er et privat trafikselskab i Østrig med hovedsæde i Wien. Selskabet har 1.350 medarbejdere og 800 busser. Selskabet driver 202 linjer i Niederösterreich, Burgenland, Steiermark, Kärnten og Salzburg. Det har en årlig omsætning på omkring 92 mio. Euro.

## Historie
Selskabet blev grundlagt af Dr. Ludwig Richard i Wien i 1942 som et transportselskab med syv lastvogne. Da konkurrencen i efterkrigstiden var meget stor, omstillede selskabet sig i stedet til persontransport og byggede de syv lastvogne om til busser.
I 1951 havde selskabet 10 ombyggede lastvogne, og i samme år anskaffede selskabet sin første rigtige bus bygget af den østrigske bilfabrik Gräf & Stift. I 1958 drev selskabet på grund af overtagelser af flere små virksomheder 20 linjebusser i Wiens omegn og i Burgenland.
I 1960'erne voksede selskabet hastigt godt hjulpet af mange nye boliger i Wiens yderdistrikter. Da man i samme periode imidlertid begyndte at have problemer med at rekruttere personale ligesom andre selskaber (f.eks. det offentlige selskab Wiener Linien), indgik Dr. Richard i 1966 et strategisk partnerskab med Wiener Linien, som betød at Dr. Richard som det første private selskab kunne køre på en af Wiener Liniens sporvognslinjer, der blev omlagt til busdrift. Partnerskabet betyder, at Dr. Richard fortsat kører flere af buslinjerne for Wiener Linien. Dr. Richard er med i takstsamarbejdet inden for Verkehrsverbund Ost-Region.
Dr. Richard har udover lokaltrafikken i Wien og omegn også fjerntrafik og international linjetrafik med regelmæssige forbindelser fra Wien til Prag, Bratislava, Zagreb og Sarajevo. Endvidere har Dr. Richard datterselskaber i Prag og Bratislava.